# Studio 54 – Die legendärste Disco aller Zeiten
Studio 54 – Die legendärste Disco aller Zeiten ist der Name eines US-amerikanischen Dokumentarfilms von Matt Tyrnauer über den gleichnamigen und weltbekannten Nachtclub. Die US-amerikanische Erstausstrahlung erfolgte am 21. Januar 2018 beim Sundance Film Festival, die deutsche am 1. Januar 2019.

## Handlung
Aus Sicht des Miteigentümers Ian Schrager wird in einem materialreichen Film vom Aufstieg und Niedergang des Studio 54 in New York berichtet.

## Musik
Im Film findet Disco-Musik exakt aus der Zeit des Bestehens des Studio 54 – also den späten 1970er- bis frühen 1980er-Jahren – Verwendung.
- Manu Dibango – Soul Makossa
- Silver Convention – Fly, Robin, Fly
- Tasha Thomas – Shoot Me (with Your Love)
- Bonnie Pointer – Heaven Must Have Sent You
- Gary’s Gang – Keep on Dancin’
- Andrea True Connection – More, More, More
- Sylvester – You Make Me Feel (Mighty Real)
- Thelma Houston – Don’t Leave Me This Way
- Tunde Mabadu – Viva Disco (Instrumental)
- Philip Glass Ensemble – A Gentleman’s Honor (Instrumental)
- Hush Puppy’s Theme
- Slum It in Style
- Liquid Gold – My Baby’s Baby
- Wishful Thinking
- Candi Staton – Young Hearts Run Free

## Kritiken
“Studio 54 offers audiences an engrossing close-up look at an emblem of a decade's decadence - as well as its sobering aftermath.”

„Studio 54 bietet dem Publikum aus nächster Nähe einen fesselnden Blick auf ein Wahrzeichen der Dekadenz eines Jahrzehnts – sowie auf seine ernüchternden Nachwirkungen.“

“The movie is a fast account that is sometimes a tad facile in its analysis of a cultural moment. But as Mr. Schrager’s personal too-much-too-soon story, it’s compelling.”

„Der Film ist eine schnelle Darstellung, die manchmal ein bisschen leicht in der Analyse eines kulturellen Moments verharrt. Aber als die persönliche Zu-viel-zu-früh-Geschichte von Herrn Schrager ist sie überzeugend.“

“This is could be one of the best documentaries I’ve ever reviewed. It’s a cultural piece of history that paints a picture of an era of New York that had a significant effect on the world. And it goes without saying, changed the nightclub industry forever. In fact, there still hasn’t been a club that has even come close to Studio 54 in all this time!”

„Dies könnte eine der besten Dokumentationen sein, die ich je rezensiert habe. Es ist ein kulturelles Stück Geschichte, das ein Bild einer New Yorker Ära zeichnet, die einen bedeutenden Einfluss auf die Welt hatte. Und es versteht sich von selbst, dass die Nachtclubbranche für immer verändert wurde. Tatsächlich gab es in all dieser Zeit noch keinen Club, der auch nur annähernd an das Studio 54 herangekommen ist!“